# كين أرمسترونغ (لاعب كرة قدم)
كين أرمسترونغ (بالإنجليزية: Ken Armstrong)‏ (31 يناير 1959 في المملكة المتحدة - 10 يوليو 2022) هو لاعب كرة قدم بريطاني في مركزي قلب الدفاع والدفاع. لعب مع برمنغهام سيتي ونادي ساوثهامبتون ونادي كيلمارنوك ونادي والسول ونوتس كاونتي وبيث جونيورز ‏.

## وصلات خارجية
- كين أرمسترونغ على موقع قاعدة بيانات كرة القدم.إي يو (الإنجليزية)